# 2015年の中国サッカー・スーパーカップ
2015 Chinese FA Super Cup（2015 中国FAスーパーカップ）は、中国サッカー・スーパーカップの2015年大会である。

## 参加クラブ
| 出場クラブ | 出場資格           | 出場回数 |
| ---------- | ------------------ | -------- |
| 広州恒大   | 2014年超級優勝     | 4回目    |
| 山東魯能   | 2014年FAカップ優勝 | 3回目    |

## 試合結果
| 2015年2月14日 16:00 UTC+8 （日本時間17:00） |

| 広州恒大                                    | 0 - 0 | 山東魯能                                                         |
|                                             |       |                                                                  |
|                                             | PK戦  |                                                                  |
| エウケソン リカルド・グラール アラン 黄博文 | 3 - 5 | ジエゴ・タルデッリ 王永珀 ジュニオール・ウルソ 鄭錚 アロイージオ |

| 杭州黄龍体育中心, 杭州 観客数: 16,974 主審: 王津 |